# Вилхелм I фон Вюртемберг
Вилхелм I фон Вюртемберг (на немски: Friedrich Wilhelm Carl von Württemberg; * 27 септември 1781, Любин,Силезия; † 25 юни 1864, Канщат, днес в Щутгарт) е вторият крал на Вюртемберг от 1816 до 1864 г.

## Биография
Той е големият син на Фридрих I (1754 – 1816), първият крал на Вюртемберг, и първата му съпруга принцеса Августа фон Брауншайг-Волфенбютел (1764 – 1788), дъщеря на херцог Карл Вилхелм Фердинанд от Брауншвайг (разделени 1786 г.). Брат е на Катарина Фридерика София Доротея (1783 – 1835), от 1807 г. омъжена за крал Жером от Вестфалия (1784 – 1860), най-малкият брат на Наполеон Бонапарт, и на Паул Фридрих Карл Аугуст (1785 – 1852).
На 8 юни 1808 г. той се жени в Мюнхен за принцеса Каролина Августа Баварска от династията Вителсбахи, дъщеря на баварския крал Максимилиан I Йозеф. Бракът е бездетен и е анулиран на 12 януари 1816 г.
На 24 януари 1816 г. той се жени в Петербург за братовчедка си Екатерина Павловна (* 10 май 1788, † 9 януари 1819), велика руска княгиня, третата дъщеря на руския император Павел I и Мария Фьодоровна. Тя е сестра на цар Александър и вдовица на херцог Георг фон Олденбург († 1812).
Вилхелм I последва баща си на трона след смъртта му на 30 октомври 1816 г.
След смъртта на Екатерина Павловна той се жени за братовчедка си принцеса Паулина от Вюртемберг (* 4 септември 1800, † 10 март 1873) .
Вилхелм умира на 82 години на сутринта на 25 юни 1864 г. в дворец Розенщайн. На 30 юни той е погребан до втората му съпруга Катарина в гробищната капела Вюртемберг.

## Деца
От Екатерина Павловна има две дъщери:
- Мария Фридерика Шарлота (1816 – 1887), омъжена 1840 за граф Алфред фон Наксперг (1807 – 1865).
- София Фридерика Матилда (1818 – 1877) – кралица на Нидерландия, омъжена 1839 за крал Вилем III (1817 – 1890)

От Паулина от Вюртемберг има три деца:
- Катарина Фридерика Шарлота (* 24 август 1821, † 6 декември 1898), омъжена 1849 за Фридрих фон Вюртемберг (1808 – 1870), син на Паул фон Вюртемберг (братът на Вилхелм I), майка на Вилхелм II
- Карл I Фридрих Александър (* 6 март 1823, † 6 октомври 1891), от 1864 крал на Вюртемберг, женен 1846 за руската велика княгиня Олга Николаевна Романова (1822 – 1892)
- Августа Вилхелмина Хенриета (* 4 октомври 1826, † 3 декември 1898), омъжена 1851 за принц Херман от Саксония-Ваймар-Айзенах (1825 – 1901)